# Hymn Liechtensteinu
Oben am jungen Rhein (Nad młodym Renem) – hymn narodowy Liechtensteinu.
Melodia hymnu została zaczerpnięta z hymnu Wielkiej Brytanii, God Save the Queen, i jest z nią identyczna. Słowa zostały napisane w 1850 przez Jakoba Josefa Jaucha. Do roku 1963 pierwsza linijka brzmiała: „Oben am deutschen Rhein” („Nad tym niemieckim Renem”), natomiast piąta „Im deutschen Vaterland” („W niemieckiej ojczyznie”). Druga zwrotka kończyła się tekstem „Auf Deutschlands Wacht” („Na straży Niemiec”).

## Teksty i polskie tłumaczenie
| Oben am jungen Rhein Lehnet sich Liechtenstein An Alpenhöh’n. Dies liebe Heimatland, Das teure Vaterland, Hat Gottes weise Hand Für uns erseh’n. Hoch lebe Liechtenstein Blühend am jungen Rhein, Glücklich und treu. Hoch leb’ der Fürst vom Land, Hoch unser Vaterland, Durch Bruderliebe Band Vereint und frei. |  | Nad młodym Renem Leży Liechtenstein, Alpejskie to jest brzemię. Tę naszą drogą ziemię, Tę ukochaną ojczyznę Wybrał nam Pan swą ręką, A myśmy przyjęli z podzięką. Niech nam żyje Liechtenstein nad Renem niech kwitnie, Pięknie i zaszczytnie. Niechaj żyje nasz Książę, Niech nam ojczyznę wiąże Swoją bratczyną miłością, Zjednoczeniem i Wolnością! |

## Do 1963
Oben am deutschen Rhein

Lehnet sich Liechtenstein

An Alpenhöh’n.

Dies liebe Heimatland

Im deutschen Vaterland

Hat Gottes weise Hand

Für uns erseh’n.

Wo einst St. Lucien

Frieden nach Rhätien

Hineingebracht.

Dort an dem Grenzenstein

Und längs dem jungen Rhein

Steht furchtlos Liechtenstein

Auf Deutschlands Wacht.

Lieblich zur Sommerzeit

Auf hoher Alpen Weid

Schwebt Himmelsruh’.

Wo frei die Gemse springt,

Kühn sich der Adler schwingt,

Der Senn das Ave singt

Der Heimat zu.

Von grünen Felsenhöh’n

Freundlich ist es zu seh’n

Mit einem Blick:

Wie des Rheins Silberband

Säumet das schöne Land

Ein kleines Vaterland

Vom stillen Glück.

Hoch lebe Liechtenstein,

Blühend am deutschen Rhein,

Glücklich und treu.

Hoch leb’ der Fürst vom Land,

Hoch unser Vaterland,

Durch Bruderliebe Band

Vereint und frei.